# Процессы переноса
В технике, физике и химии изучение явлений переноса касается обмена массой, энергией, зарядом, импульсом и угловым моментом в исследуемых системах. Хотя явления переноса опираются на такие разные области, как механика сплошных сред и термодинамика, в них уделяют большое внимание общности между рассматриваемыми темами. Перенос массы, количества движения и тепла имеет очень схожую математическую основу, и параллели между ними используются при изучении явлений переноса для выявления глубоких математических связей, которые часто предоставляют очень полезные инструменты для анализа одной области, которые напрямую выводятся из других.
Фундаментальный анализ всех трёх подобластей передачи массы, тепла и импульса часто основан на простом принципе, согласно которому общая сумма изучаемых величин должна сохраняться системой и её окружением. Таким образом, каждое из различных явлений, приводящих к переносу, рассматривается индивидуально с учётом того, что сумма их вкладов должна равняться нулю. Этот принцип полезен для расчета многих важных величин. Например, в механике жидкости обычно используется анализ переноса для определения профиля скорости жидкости, протекающей через жёсткий объём.
Явления переноса широко распространены в инженерных дисциплинах. Некоторые из наиболее распространённых примеров в технике можно увидеть в областях производства, химии, биологии и машиностроения, но этот предмет является фундаментальным компонентом учебной программы во всех дисциплинах, так или иначе связанных с механикой жидкости, теплопередачей и массообменом. Сейчас это считается частью инженерной науки, а также термодинамики, механики и электромагнетизма.
Явления переноса охватывают все агенты физических изменений во Вселенной. Более того, они считаются фундаментальными строительными блоками, которые развили Вселенную и которые ответственны за успех всей жизни на Земле. Однако объём здесь ограничен отношением явлений переноса к искусственно созданным системам.

## Обзор
В физике явления переноса — это все необратимые процессы статистической природы, возникающие в результате случайного непрерывного движения молекул, чаще всего наблюдаемого в жидкостях. Каждый аспект явления переноса основан на двух основных концепциях: законы сохранения и определяющие уравнения (материальные соотношения). Законы сохранения, которые в контексте явлений переноса формулируются как уравнения непрерывности, описывают, как должна сохраняться изучаемая величина. Материальные соотношения описывают, как величина, о которой идет речь, реагирует на различные стимулы посредством переноса. Яркие примеры включают закон теплопроводности Фурье и уравнения Навье — Стокса, которые описывают, соответственно, реакцию теплового потока на градиенты температуры и взаимосвязь между потоком жидкости и силами, действующими на жидкость. Эти уравнения также демонстрируют глубокую связь между явлениями переноса и термодинамикой, связь, которая объясняет, почему явления переноса необратимы. Почти все эти физические явления в конечном итоге связаны с системами, которые ищут свое самое низкое энергетическое состояние в соответствии с принципом минимума энергии. По мере приближения к этому состоянию они стремятся достичь истинного термодинамического равновесия, при котором в системе больше нет движущих сил и прекращается перенос. Различные аспекты такого равновесия напрямую связаны с конкретным переносом: теплопередача — это попытка системы достичь теплового равновесия с окружающей средой, точно так же, как перенос массы и количества движения перемещает систему к химическому и механическому равновесию.
Примеры процессов переноса включают теплопроводность (перенос энергии), поток жидкости (перенос количества движения), молекулярную диффузию (перенос массы), излучение и перенос электрического заряда в полупроводниках.
Явления переноса имеют широкое применение. Например, в физике твёрдого тела движение и взаимодействие электронов, дырок и фононов изучаются в рамках «кинетических явлений». Другой пример — биомедицинская инженерия, где интересными явлениями переноса являются терморегуляция, перфузия и микрофлюидика (динамика жидкости в узких каналах). В химической инженерии явления переноса изучаются при проектировании реакторов, анализе молекулярных или диффузионных механизмов переноса и металлургии.
На перенос массы, энергии и количества движения может влиять присутствие внешних источников:
- Запах рассеивается медленнее (и может усиливаться), если источник запаха остается.
- Скорость охлаждения твердого тела, проводящего тепло, зависит от того, применяется ли источник тепла.
- Гравитационная сила, действующая на каплю дождя, противодействует сопротивлению окружающего воздуха.

## Общность явлений
Важным принципом в изучении явлений переноса является аналогия между явлениями. Аналогия Рейнольдса — аналогия между переносом тепла и трением (переносом импульса).

### Диффузия
Есть некоторые заметные сходства в уравнениях для переноса количества движения, энергии и массы, которые все могут переноситься посредством диффузии, как показано на следующих примерах:
- Масса: распространение и рассеивание запахов в воздухе является примером распространения массы.
- Энергия: теплопроводность в твердом материале является примером распространения тепла.
- Импульс: сопротивление, испытываемое каплей дождя при падении в атмосферу, является примером диффузии импульса (капля дождя теряет импульс по отношению к окружающему воздуху из-за вязких напряжений и замедляется).

Уравнения молекулярного переноса закона Ньютона для количества движения жидкости, закона Фурье для тепла и закона Фика для массы очень похожи. Можно перейти от одного коэффициента переноса к другому, чтобы сравнить все три различных явления переноса.
| Переносимая характеристика | Физическое явление                 | Уравнение                                                                |
| -------------------------- | ---------------------------------- | ------------------------------------------------------------------------ |
| Импульс                    | Вязкость (Ньютоновская жидкость)   | {\displaystyle \tau =-\nu {\frac {\partial \rho \upsilon }{\partial x}}} |
| Энергия                    | Теплопроводность (Закон Фурье)     | {\displaystyle {\frac {q}{A}}=-k{\frac {dT}{dx}}}                        |
| Масса                      | Молекулярная диффузия (Закон Фика) | {\displaystyle J=-D{\frac {\partial C}{\partial x}}}                     |
| Электрический заряд        | Электропроводность (Закон Ома)     | {\displaystyle J_{e}=-\sigma {\frac {\partial U}{\partial x}}}           |

В литературе уделено много усилий развитию аналогий между этими тремя транспортными процессами для турбулентного переноса, чтобы можно было предсказать один вид из других. Аналогия Рейнольдса предполагает, что все турбулентные коэффициенты диффузии равны и что молекулярные коэффициенты диффузии импульса (μ/ρ) и массы (DAB) пренебрежимо малы по сравнению с коэффициентами турбулентной диффузии. Когда присутствуют жидкости и/или присутствует сопротивление, аналогия недействительна. Другие аналогии, такие как аналогии фон Кармана и Прандтля, обычно приводят к плохим отношениям.
Наиболее успешной и широко используемой аналогией является аналогия J-фактора Чилтона и Колберна. Эта аналогия основана на экспериментальных данных для газов и жидкостей как в ламинарном, так и в турбулентном режимах. Хотя она основана на экспериментальных данных, можно показать, что она удовлетворяет точному решению, полученному при решении задачи о ламинарного обтекания плоской пластины. Вся эта информация используется для прогнозирования переноса массы.

### Соотношения взаимности Онсагера
В жидкостных системах, описываемых с точки зрения температуры, плотности вещества и давления, известно, что разница температур приводит к потокам тепла от более тёплых частей системы к более холодным; аналогично, перепады давления приведут к перетоку вещества из областей с высоким давлением в области с низким давлением («соотношение взаимности»). Примечательно то, что при изменении давления и температуры разница температур при постоянном давлении может вызвать поток вещества (как при конвекции), а перепад давления при постоянной температуре может вызвать тепловой поток. Возможно, удивительно, что тепловой поток на единицу разницы давлений и поток плотности (материи) на единицу разницы температур равны.
Это равенство было доказано Ларсом Онсагером с использованием статистической механики как следствие обратимости времени микроскопической динамики. Теория, разработанная Онсагером, является гораздо более общей, чем этот пример, и способна рассматривать более двух термодинамических сил одновременно.

## Передача импульса
При передаче импульса жидкость рассматривается как непрерывное распределение вещества. Изучение передачи импульса или механику жидкости можно разделить на две части: статика жидкости (жидкости в состоянии покоя) и динамика жидкости (жидкости в движении). Когда жидкость течёт в направлении x параллельно твёрдой поверхности, жидкость имеет направленный по x импульс, а его концентрация равна υxρ . Путем случайной диффузии молекул происходит обмен молекулами в z- направлении. Следовательно, импульс, направленный по оси x, был передан в направлении оси z от более быстро движущегося слоя к более медленному слою. Уравнение переноса импульса — это закон вязкости Ньютона, записанный следующим образом:
{\displaystyle \tau _{zx}=-\nu {\frac {\partial \rho \upsilon _{x}}{\partial z}}}
где τ zx — поток импульса в направлении x переданный в направлении z, ν — это μ/ρ, коэффициент диффузии импульса, z — расстояние переноса или диффузии, ρ — плотность, а μ — динамическая вязкость. Закон Ньютона — это простейшее соотношение между потоком количества движения и градиентом скорости.

## Массообмен
Когда система содержит два или более компонентов, концентрация которых варьируется от точки к точке, существует естественная тенденция к переносу массы, сводя к минимуму любую разницу концентраций внутри системы. Массоперенос в системе регулируется Первым законом Фика: «Диффузионный поток от более высокой концентрации к более низкой концентрации пропорционален градиенту концентрации вещества и коэффициенту диффузии вещества в среде». Перенос массы может происходить за счёт разных движущих сил. Вот некоторые из них:
- Масса может передаваться под действием градиента давления (диффузия давления).
- Принудительная диффузия происходит из-за действия некоторой внешней силы
- Диффузия может быть вызвана температурными градиентами (термодиффузия).
- Диффузия может быть вызвана различиями в химическом потенциале.

Это можно сравнить с законом диффузии Фика для химического компонента A в бинарной смеси, состоящей из A и B:
{\displaystyle J_{Ay}=-D_{AB}{\frac {\partial C_{A}}{\partial y}}}
где {\displaystyle D_{AB}} — коэффициент диффузии.

## Перенос электрического заряда
Перенос электрического заряда, как и перенос других характеристик материи можно подразделить на перенос на микроуровне, макроуровне и в виде волн. Это соответствует корпускулярно-волновой теории. Электромагнитное поле описывается уравнениями Максвелла. На микроуровне перенос электрического заряда описывается законом Ома. На макроуровне перенос электрического заряда может быть описан уравнением конвективной электропроводности, подобным другим уравнениям, описывающим процессы переноса при условии неразрывности потока:
{\displaystyle {\frac {\partial \rho _{v}}{\partial \tau }}+\omega _{x}{\frac {\partial \rho _{v}}{\partial x}}+\omega _{y}{\frac {\partial \rho _{v}}{\partial y}}+\omega _{z}{\frac {\partial \rho _{v}}{\partial z}}=b\nabla ^{2}\rho _{v}},
где {\displaystyle \rho _{v}} – плотность заряда, Кл/м3;
{\displaystyle \tau } – время, с;
{\displaystyle \omega } – скорость, м/с;
{\displaystyle b={\frac {\sigma }{C_{m}\rho }}} – коэффициент зарядопроводности, м2/с.
{\displaystyle \sigma } – удельная электропроводность, См/м;
{\displaystyle C_{m}} – удельная емкость (емкость, отнесённая к массе среды), Кл/(В•кг),
{\displaystyle \rho } – плотность среды, кг/м3.
{\displaystyle {\frac {\partial \rho _{v}}{\partial \tau }}+{\vec {\omega }}\cdot \nabla \rho _{v}=b\nabla ^{2}\rho _{v}},

## Передача энергии
Все инженерные процессы включают в себя передачу энергии. Некоторые примеры — нагрев и охлаждение технологических потоков, фазовые переходы, перегонка и тому подобные явления. Основной принцип — это первый закон термодинамики, который для статической системы выражается следующим образом:
{\displaystyle q=-k{\frac {dT}{dx}}}
Чистый поток энергии через систему равен проводимости, умноженной на скорость изменения температуры по отношению к положению (градиент).
Для других систем, которые включают турбулентный поток, сложную геометрию или сложные граничные условия, было бы проще использовать другое уравнение:
{\displaystyle Q=h\cdot A\cdot {\Delta T}}
где A — площадь поверхности, {\displaystyle {\Delta T}} — движущая сила температуры, Q — тепловой поток в единицу времени, а h — коэффициент теплопередачи.
При теплопередаче могут возникать два типа конвекции:
- Принудительная конвекция может происходить как в ламинарном, так и в турбулентном потоке. В случае ламинарного потока в круглых трубках используются несколько безразмерных чисел, таких как число Нуссельта, число Рейнольдса и число Прандтля. Обычно используется уравнение {\displaystyle Nu_{a}={\frac {h_{a}D}{k}}}.

- Естественная или свободная конвекция является функцией чисел Грасгофа и Прандтля. Сложность свободно-конвективного теплопереноса требует в основном использования эмпирических соотношений полученных из экспериментальных данных[11].

Теплообмен анализируется в насадочных слоях, ядерных реакторах и теплообменниках.

## Приложения

### Загрязнение
Изучение процессов переноса важно для понимания выбросов и распространения загрязняющих веществ в окружающую среду. В частности, точное моделирование может дать информацию о стратегиях смягчения последствий. Примеры включают контроль загрязнения поверхностных вод городскими стоками и политику, направленную на снижение содержания меди в тормозных колодках транспортных средств в США.